# Cận tử nghiệp
Cận tử nghiệp (zh. 近死業) là Nghiệp, là hành động hoặc tư tưởng ngay trước khi chết, là tất cả những hoạt động cơ thể, tâm lý của người sắp lâm chung. Cận tử nghiệp quan trọng vì theo Phật giáo, nó trực tiếp quyết định điều kiện, môi trường sinh sống trong cuộc đời kế tiếp của người chết (xem Tử).
Đặc biệt tại Tây Tạng, các Phật tử rất chú tâm đến cận tử nghiệp và Kim cương thừa - nhất là theo hệ thống Vô thượng du-già (sa. anuttarayogatantra) - có rất nhiều phương pháp để chuyển hoá cận tử nghiệp thành một Phương tiện để đạt Giác ngộ. Người ta cho rằng, ý nghĩ (niệm) cuối cùng trước khi chết là nguyên nhân chính tạo các hoàn cảnh của cuộc đời sau.
Đạt-lại Lạt-ma thứ 14 thường thuyết giảng về khoảng thời gian cận tử và nêu rất rõ những hiện tượng mà các Du-già sư uyên thâm đều tự chứng được. Chính Sư cũng bảo rằng, trong khi thiền định (khoảng 3-4 tiếng), Sư bước qua lại ngưỡng cửa sinh tử 6-7 lần với mục đích trau dồi kinh nghiệm để chinh phục được cửa ải quan trọng này. Sư thuyết trình như sau:
"...Con người chết với một trong ba tâm trạng: thiện, ác và trung tính. Trong trường hợp đầu thì người chết chú tâm đến một đối tượng thiện tính như Tam bảo hoặc vị Chân sư và vì thế tự tạo cho mình một tâm trạng đầy niềm tin sâu thẳm, hoặc người ấy phát lòng từ, bi, hỉ, xả vô lượng (Tứ vô lượng), hoặc tư duy về tính Không (sa. śūnyatā). Người này chỉ có thể thực hiện những đức hạnh nêu trên khi họ đã từng trau dồi chúng trong lúc còn sống. Nếu trước khi chết mà người ta có thể phát khởi những tâm trạng thiện trên thì một sự tái sinh hạnh phúc hơn được xem như là chắc chắn. Chết như thế thì tốt.
Nhưng cũng có lúc thân quyến làm xao động tâm trạng của người sắp chết và vô tình làm cho người ấy khởi tâm sân hận. Có khi thân quyến hội họp xung quanh, khóc lóc than thở làm cho người ấy quyến luyến, tham ái. Nếu người ấy chết với một trong hai tâm trạng trên - và hơn nữa, một tâm trạng mà người ấy rất thường phát triển trong cuộc sống trước đây - thì đó là một mối nguy lớn. Cũng có người chết với một tâm trạng trung tính, nghĩa là không thiện không ác... Trong mọi trường hợp thì tâm trạng trước khi chết rất quan trọng. Ngay cả một người đã có chút ít tiến triển trên con đường tu tập cũng có thể không tự chủ, để tâm tán loạn trước khi chết, trực tiếp tạo điều kiện cho sân và ái hiện hành. Nguyên nhân là những Nghiệp (sa. karma), những Chủng tử (sa. bīja) đã được tích luỹ (huân tập 熏習;, sa. vāsanā) từ lâu; chúng chỉ chờ đợi những điều kiện thuận lợi - ở đây là những duyên bất thiện - để mặc sức hiện hành. Chính những chủng tử này tạo điều kiện để người chết tái sinh trong ba ác đạo: Súc sinh, Ngạ quỷ và Địa ngục... Cũng như thế, người nào bình thường chỉ biết làm những việc ác nhưng chết với một tâm trạng thiện lành cũng có thể tái sinh trong một môi trường hạnh phúc hơn...
Trong một cuộc sống bình thường thì các tâm trạng như tham ái, sân, ganh ghét v.v... xuất hiện ngay với những yếu tố nhỏ nhặt (duyên) - những tâm trạng đã khắc sâu đến tận cốt tuỷ của con người. Một tâm trạng mà người ta không quen phát triển - nếu muốn được hiển bày thì phải cần một sự kích thích, ví dụ như sự tư duy, tập trung cao độ. Vì thế mà trước khi chết, những tư tưởng đã đi sâu vào cốt tuỷ của con người là tâm trạng chính, là yếu tố chính quyết định sự tái sinh..." (trích lời dẫn nhập của Đạt-lại Lạt-ma trong Death, Intermediate State and Rebirth in Tibetan Buddhism, Lati Rinpoche/Jeffrey Hopkins).